# Уланов, Гаврила Петрович
Гаврила Петрович Уланов — русский военачальник, генерал-майор. 1-й комендант Динабургской крепости.

## Биография
Родился в 1753 году в обер-офицерской семье.
Службу начал 12 ноября 1772 года в Ладожском канальном батальоне, в 1774 году переведён в Бомбардирский полк. В 1784 получил чин подпоручика. С 1787 года участник Русско-турецкой войны и взятии Очакова, был ранен. За боевые отличия произведён в поручики и штабс-капитаны. В 1797 был назначен исполняющим обязанности коменданта Тирасполя. В 1798 году произведён в полковники.
С 1799 года участник Итальянского похода и Швейцарского похода, был ранен при осаде Мантуи. В 1802 году будучи шефом 3-го осадного артиллерийского батальона был произведён в генерал-майоры. С 1803 года командир 2-го артиллерийского полка.
В 1805 участвовал в походе в Шлезвиг-Гольштейн. С 1806 года командир Рижского цитадельного артиллерийского гарнизона, с 1807 года начальник Охтинского порохового завода. С 1808 года управляющий Рижским провиантским депо. С 1810 года комендант Рижского артиллерийского гарнизона и комендант Динабургской крепости, занимался строительством её укреплений.
С 1812 года с началом Отечественной войны во главе гарнизона оборонял Динабургскую крепость и отражал атаки неприятеля, стремившегося занять Динабург. С 1814 года окружной начальник артиллерийских гарнизонов Санкт-Петербургского округа.
18 января 1819 года Высочайшим приказом он был исключён из списков умершим. Похоронен на Волковском православном кладбище в Санкт-Петербурге.